# Dayton (Pensilvania)
Dayton es un borough ubicado en el condado de Armstrong en el estado estadounidense de Pensilvania. En el año 2000 tenía una población de 543 habitantes y una densidad poblacional de 465.9 personas por km².

## Geografía
Dayton se encuentra ubicado en las coordenadas 40°52′52″N 79°14′29″O / 40.88111, -79.24139.

## Demografía
Según la Oficina del Censo en 2000 los ingresos medios por hogar en la localidad eran de $30,156 y los ingresos medios por familia eran $36,250. Los hombres tenían unos ingresos medios de $26,719 frente a los $18,333 para las mujeres. La renta per cápita para la localidad era de $15,036. Alrededor del 7.3% de la población estaba por debajo del umbral de pobreza.